# Тромотриче
Тромотриче (лат. Tromotriche) — род суккулентных растений семейства Кутровые (Apocynaceae), произрастающий на территории Намибии и ЮАР (Капская провинция). Входит в трибу Стапеливые (Stapelieae).

## Название
Родовое латинское название Tromotriche происходит от греческого слова tromos, что означает «дрожь», и trichos, что означает «волосы» или «волосатые». Это название связано с присутствием вибрирующих волосков на венчике растения.
Русскоязычное название является транслитерацией латинского.

## Ботаническое описание
Карликовые суккуленты Тромотриче характеризуются разнообразными формами роста. Они могут образовывать компактные куртины или иметь корневищные стебли, которые широко располагаются над землей. Некоторые растения имеют длинные стебли, свисающие со скал или ползущие по поверхности. Стебли четырехгранные и очень изменчивы по длине. Их толщина составляет от 6 до 25 мм. Стебли мясистые, с матовой поверхностью, полумозаичные, на которых находятся нечеткие и закругленные бугорки. Листки маленькие и треугольной формы. Они могут быть стянутыми двумя зубчиками при основании или отсутствовать полностью.
Цветки располагаются группами от 1 до 5 и последовательно развиваются на цветоносах, которые постепенно удлиняются. Цветки имеют голую цветоножку и чашечку. Форма венчика может варьировать от вращающейся до трубчато-колокольчатой. Диаметр венчика составляет от 15 до 70 мм. Внутри венчика часто присутствуют сетчато- или поперечно-морщинистые узоры, особенно в трубке. Венчик состоит из двух рядов лепестков, отходящих от тычиночного столба. Наружные лепестки 5 восходят к распростертым, уплощенным и простым лопастям, которые могут сливаться с внутренними лепестками у основания или снизу сросшиеся с нижними сторонами внутренних лепестков, образуя чашу вокруг столбца. Внутренние лепестки, расположенные на пыльниках, обычно значительно превышают их размеры и выделяются над центром столбиковой головки. Они также уплощены и могут иметь ушистую или булавовидную форму в нижней половине. Тычиночный столбик располагается у основания трубки венчика на короткой ножке. Головка столбика усеченная и не выходит за пределы пыльников. Пыльники двухгнездные, горизонтальные на вершине головки столбика, почти квадратные, без придатков на вершине или по бокам. Плоды тонкие, веретеновидные листовки с лиловыми пятнами. Они гладкие и лишены волосков.

## Таксономия
Tromotriche Haw., первое упоминание в Syn. Pl. Succ.: 36 (1812).

### Синонимы
Гетеротипные (основанные на разных номенклатурных типах):
- Caruncularia Haw. (1812)

### Виды
Подтверждённые виды по данным сайта Plants of the World Online на 2023 год:
- Tromotriche aperta (Masson) Bruyns
- Tromotriche baylissii (L.C.Leach) Bruyns
- Tromotriche choanantha (Lavranos & Harry Hall) Bruyns
- Tromotriche herrei (Nel) Bruyns
- Tromotriche longii (C.A.Lückh.) Bruyns
- Tromotriche longipes (C.A.Lückh.) Bruyns — Тромотриче длинноножковый
- Tromotriche pedunculata (Masson) Bruyns
- Tromotriche revoluta (Masson) Haw.
- Tromotriche ruschiana (Dinter) Bruyns
- Tromotriche thudichumii (Pillans) L.C.Leach
- Tromotriche umdausensis (Nel) Bruyns